# Hayashichroma
Hayashichroma is een kevergeslacht uit de familie van de boktorren (Cerambycidae). De wetenschappelijke naam van het geslacht werd voor het eerst geldig gepubliceerd in 2008 door Vives, Bentanachs & Chew.

## Soorten
Hayashichroma omvat de volgende soorten:
- Hayashichroma aureosuturalis (Hayashi, 1982)
- Hayashichroma chemsaki Vives, Bentanachs & Chew, 2008
- Hayashichroma huedepohli Vives, Bentanachs & Chew, 2008
- Hayashichroma lambi Vives, Bentanachs & Chew, 2008
- Hayashichroma legrandi Vives, Bentanachs & Chew, 2009